# Castelo de Yvorne (Casa Branca)
O Castelo de Yvorne também chamado de Castelo ”Maison Blanche” está localizado no Cantão de Vaud e está estritamente relacionada com a história de Yvorne, foi construído 11 anos antes do deslizamento provocado pelo sismo de 1584, pelos irmãos berneses Antoine e Borckhardt de Erlach, que plantaram a parte mais importante da vinha de Yvorne. Antoine casou com Agatha Diesbach, também ela originária de uma grande família de Berna. Por esta altura ocorre o deslizamento, que no entanto poupou os edifícios do castelo que foram construídos sobre um promontório. A família De Erlach permanecia em Yvorne no Verão, e passava o Inverno no Castelo de Aigle. Durante o deslizamento, terra e pedras ficaram depositados ao redor, e formaram o que é agora o domínio de “Château Maison Blanche”. O domínio é constituído por 7,5 há de vinha em solo bastante rico em argila e também bastante pedregoso. O vinho com “Denominação de Origem Controlada” é cultivado num micro-clima próprio em que as correntes de ar ascendem e descem entre o Lago Léman e a Tour d’Aï (cume dos Alpes Berneses). A designação castelo só apareceu no final do século passado, quando se constroem as torres de ângulos, dando ar de um típico castelo medieval. Foi a partir desta altura, que se começoua a falar do Castelo Maison Blanche ou Castelo de Yvorne. Em 1732, a propriedade foi comprada por Frederick Wurstenberger governador de Aigle. No final do século XVIII a família Sinner de Berna tornou-se sua proprietária. Tendo de seguida passado para as mãos das famílias Rosset e Schenk de Rolle. A vida deste castelo é tumultuosa, pois 390 anos após o deslizamento de terras, a 16 de Maio de 1974 um incêndio devastou completamente o primeiro andar, a sua reconstrução foi imediatamente recomeçada. As causas do sinistro continuam desconhecidas, pensa-se todavia em curto-circuito eléctrico.